# Little Hampden
Little Hampden är en by i civil parish Great and Little Hampden, i kommunen Buckinghamshire, i England. Byn är belägen 10 km från Aylesbury. Little Hampden var en civil parish fram till 1885 när blev den en del av Great and Little Hampden och Great and Little Kimble. Civil parish hade 46 invånare år 1881.